# Daniel und der Weltmeister
Daniel und der Weltmeister ist ein deutscher Spielfilm der DEFA von Ingrid Meyer-Reschke aus dem Jahr 1963 nach einem Kinderbuch von Wera und Claus Küchenmeister aus dem Jahr 1962.

## Handlung
Daniel ist ein etwa fünfjähriger Junge, der einmal ein solch erfolgreicher Radrennfahrer wie Täve Schur werden möchte. Um zu trainieren, ist er nur mit seinem Dreirad unterwegs, und wenn es nur vom Bett über das Bad zum Küchentisch ist. Dort wartet das Problem, denn er möchte nicht seine Milch zum Frühstück trinken. So lässt er sich immer wieder neue Tricks einfallen, um sich davor zu drücken. Das treibt er so weit, bis seine Mutter das Dreirad einschließt.
Um seiner Mutter zu beweisen, dass man als Weltmeister keine Milch trinken muss, macht er sich in seinen Gedanken mit seinem Dreirad auf den Weg zu Täve, um sich die Bestätigung dafür zu holen. Dieser Weg führt ihn durch die halbe DDR, denn Täve ist vielbeschäftigt – er ist ja auch Abgeordneter der Volkskammer der DDR –, und Daniel bekommt viele Hinweise von Leuten, wo er ihn finden könnte. So kommt er an einer Kuhweide vorbei, wo ein Melker gerade bei der Arbeit ist. Die ihm angebotene frische Milch lehnt er natürlich ab, was die Kühe sehr böse werden lässt. Aber er bekommt noch den Tipp, Täve in Leipzig zu suchen. Hier entdeckt er das Schlagwerk am Krochhochhaus, welches er nach Wunsch beliebig oft schlagen lassen kann. Als ihm einfällt, dass er ja zu Täve will, wird er zur Deutschen Hochschule für Körperkultur geschickt, wo dieser studiert, um seinen Trainerschein zu machen. Doch hier trifft er viele Sportler verschiedener Sportarten, nur keinen Radsportler. Dafür bekommt er aber einen neuen Hinweis, wo er weitersuchen könnte.
Auf seinem weiteren Weg kommt Daniel an einer Brückenbaustelle vorbei, deren Arbeiter sehr unglücklich sind, da ein Rad im Antrieb ihres Krans defekt ist. Die Brücke muss aber fertiggestellt werden, denn darüber sollen in kurzer Zeit Radfahrer in einem Rennen fahren. Schweren Herzens gibt Daniel ihnen das vordere Rad seines Dreirades, und der Kran kann damit repariert und somit der Brückenbau beendet werden. Daniel muss nun zu Fuß weiter, doch in einem Stahlwerk erhält er ein neues Vorderrad und den Hinweis, wo ein Straßenrennen mit Täve stattfindet. Um dieses noch zu erreichen, helfen ihm seine bisherigen Bekannten durch starkes Pusten, wodurch er eine hohe Geschwindigkeit erreicht und gemeinsam mit Täve im Ziel eintrifft.
Als Täve nach dem Sieg zu einer Flasche Milch greift und auch Daniel davon zu trinken gibt, ist dieser davon überzeugt, dass auch Weltmeister Milch trinken.

## Produktion
Daniel und der Weltmeister wurde von der Künstlerischen Arbeitsgruppe „Berlin“ teilweise auf Agfa-Color bzw. teilweise in Schwarzweiß gedreht und hatte seine Uraufführung am 6. Oktober 1963 im Berliner Kino Babylon.

## Kritik
Für Günter Sobe von der Berliner Zeitung war der Film ein modernes Märchen. Die beiden Drehbuchautoren haben die Geschichte einfach und prachtvoll erzählt.